# Bolivar (opéra)
Pour les articles homonymes, voir Bolivar.

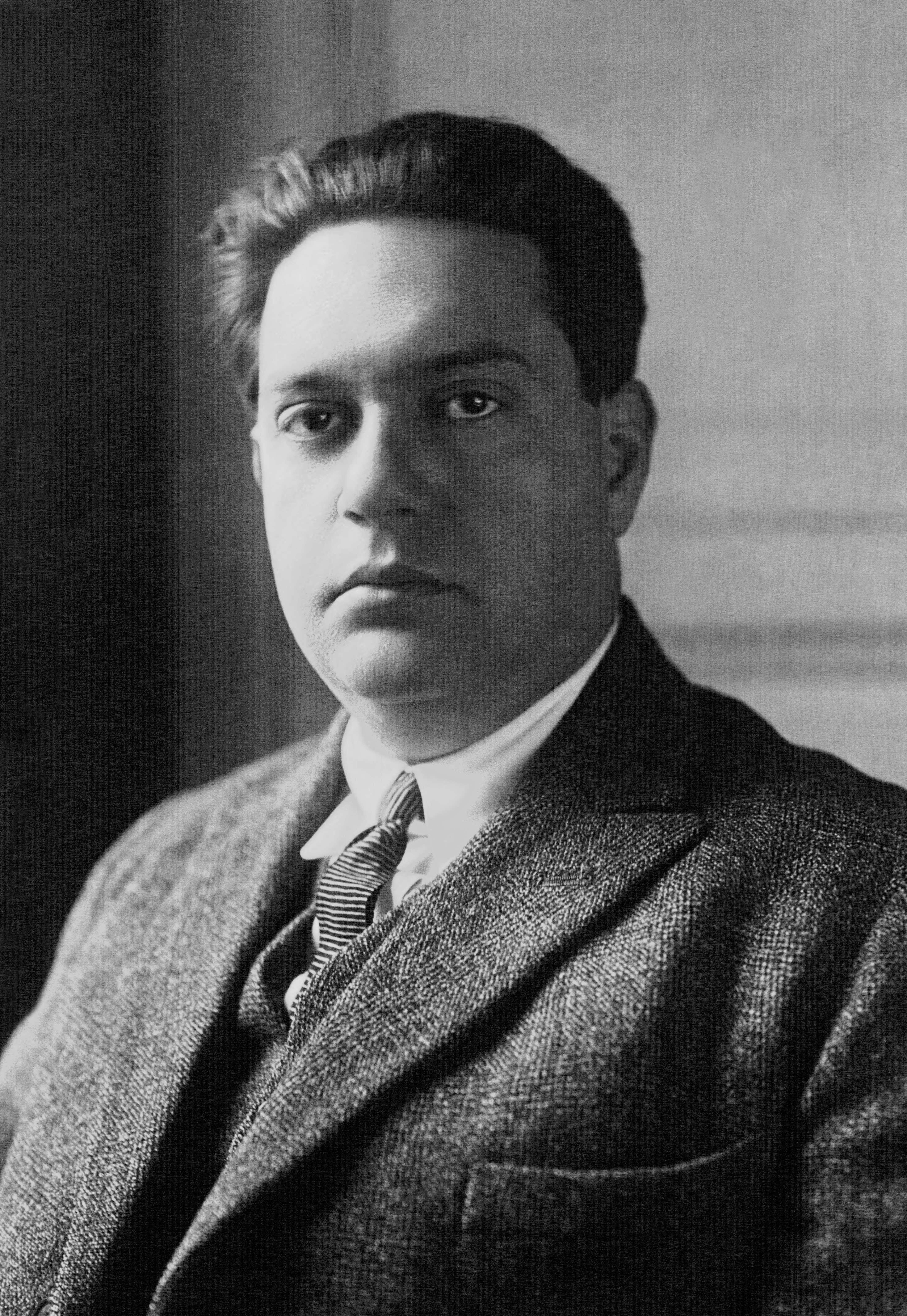
Darius Milhaud

Bolivar, opus 236 est un opéra en trois actes et dix tableaux de Darius Milhaud composé en 1943, sur un livret de Madeleine Milhaud d'après la pièce-homonyme de Jules Supervielle.
Il est créé le 12 mai 1950 à l'Opéra de Paris sous la direction d'André Cluytens avec Roger Bourdin, Jean Giraudeau et Janine Micheau.
En 1936, Milhaud avait déjà composé une musique de scène, Bolivar, opus 148, avec laquelle il ne faut pas la confondre.

## Argument
L'histoire de Simón Bolívar qui libère les peuples d'Amérique du Sud contre l'oppresseur espagnol.

## Source
- John Warrack, Harold Rosenthal, Guide de l'opéra éd. Fayard, 1986, p. 94.